# Wo Mut und Kraft in deutscher Seele flammen
Wo Mut und Kraft in deutscher Seele flammen ist ein Studentenlied aus dem Jahr 1813. Das Lied entstand in der Zeit der Befreiungskriege gegen die napoleonische Fremdherrschaft. Mit einem kriegerischen und patriotischen Impetus findet es sich heute noch im Allgemeinen Deutschen Kommersbuch der Studentenverbindungen.

## Geschichte
Die Melodie des Liedes basiert auf einem französischen Lied von Souvent (Le Voltigeur Française. Mouvement de Marche. Le Chant, Luth in C#). Die Anfangsstrophe lautete:
| Französisch | Deutsch |
| --- | --- |
| Brûlant d’amour et partant pour la guerre, Le casque en tête et la lyre à la main, Un troubadour à sa jeune bergère, En s’éloignant répétait ce refrain : Mon bras à ma patrie, Mon cœur à mon amie, Mourir content pour la gloire et l’amour, C’est le refrain du joyeux troubadour ! | Von Liebe entflammt und zum Kriege bereit, Den Helm auf dem Kopf und die Leier zur Hand, Sang ein Troubadour, als er sich entfernte, Seiner Schäferin folgenden Refrain: Meine Hand gehört dem Vaterland, Mein Herz meiner Geliebten, Für Ruhm und Liebe zufrieden zu sterben, Ist der Refrain des fröhlichen Troubadours! |

Dessen Melodie wurde 1814 im Almanach Lyrique des Dames publiziert.  Eine Variation des Titels (Romance du vaillant Troubadour oder Le Vaillant troubadour, romance, pour piano forte ou harpe) wurde 1820 von Goulding, D'Almaine, Potter & Co und 1823 von Chappell & Co publiziert. 
Der deutsche Text stammt von dem Corpsstudenten Carl Hinkel, (Corps Saxonia Leipzig).  Vorgetragen wurde es erstmals zur Begrüßung des aus preußischer Gefangenschaft zurückgekehrten Königs Friedrich Augusts I. von Sachsen am  7. Juni 1815.
Die Melodie wurde von vielen Studentenverbindungen für ihre Bundeslieder übernommen. Der Text wurde im Lauf der Zeit zum Teil leicht geändert und in unterschiedlichen Versionen abgedruckt. In geringfügig veränderter Form fand die Melodie auch Verwendung für die Hymne der Baltendeutschen, „Heimatland“.

## Text

### Originalversion
| 1. Wo Mut und Kraft in deutschen Seele flammen, Fehlt nicht das blanke Schwert beim Becherklang; Wir stehn fest und halten treu zusammen Und rufen laut in schwärmendem Gesang: Ob Fels und Eiche splittern, Wir werden nicht erzittern! ¦:Den Jüngling reißt es fort mit Sturmeswehn, Für Lieb und Ruhm in Kampf und Tod zu gehn.:¦    | 2. Weiß wie des Königs Haupt ist unser Zeichen Und grün das Band, das unsre Brust umzieht, Grün wie das Laub von unsern deutschen Eichen, Grün wie die Hoffnung, die im Herzen glüht. Ob Fels und Eiche splittern, Wir werden nicht erzittern! ¦:Den Jüngling reißt es fort mit Sturmeswehn, Für Lieb und Ruhm in Kampf und Tod zu gehn.:¦ |
| 3. Wir wissen noch den treuen Stahl zu schwingen, Die Stirn ist frei, und stark der Arm im Streit! Wir dauern aus und können mutig ringen, Wenn es der Ruf des Vaterlands gebeut. Ob Fels und Eiche splittern, Wir werden nicht erzittern! ¦:Den Jüngling reißt es fort mit Sturmeswehn, Für Lieb und Ruhm in Kampf und Tod zu gehn.:¦  | 4. So schwört es laut bei unserm blanken Schwerte: Dem König treu im Leben wie im Tod! Auf, Brüder, vor! Und schirmt die Vatererde Und ruft hinaus in blut’ges Morgenrot: Ob Fels und Eiche splittern, Wir werden nicht erzittern! ¦:Den Jüngling reißt es fort mit Sturmeswehn, Für Lieb und Ruhm in Kampf und Tod zu gehn.:¦             |
| 5. Und du, mein Liebchen, die in süßen Stunden Den Freund beseelt mit manchem Blick und Wort, Dir schlägt das Herz wohl über Grab und Wunden, Denn ewig lebt die treue Liebe fort! Ob Fels und Eiche splittern, Wir werden nicht erzittern! ¦:Den Jüngling reißt es fort mit Sturmeswehn, Für Lieb und Ruhm in Kampf und Tod zu gehn.:¦ | 6. Trennt auch Geschick des großen Bundes Glieder, Wir reichen uns die treue Bruderhand! Noch einmal ruft, Saxonias wackre Brüder: Dem König Heil! Und Heil dem Vaterland! Ob Fels und Eiche splittern, Wir werden nicht erzittern! ¦:Den Jüngling reißt es fort mit Sturmeswehn, Für Lieb und Ruhm in Kampf und Tod zu gehen.             |

### Alternativversion
Rot wie die Liebe sei der Brüder Zeichen,
Rein wie das Gold der Geist, der uns durchglüht,
Und dass wir nie, im Tode selbst nicht weichen,
Sei schwarz das Band, das unsre Brust umzieht!
Ob Fels und Eiche splittern,
Wir werden nicht erzittern!
¦:Den Jüngling reißt es fort mit Sturmeswehn,
Fürs Schwarz-Rot-Gold in Kampf und Tod zu gehn.:¦
Oder auch:
[…]
¦: Den Burschen reißt es fort mit Sturmeswehen,
Im Lebenskampfe seinen Mann zu stehn.:¦